# 蒂克爾海峽
蒂克爾海峽（英語：Tickle Channel），是南極洲的海峽，處於阿德萊德島東面，長9公里、寬6公里，處於哈努斯灣南部，根據英國探險隊拍攝的空中照片繪入地圖，現時由南極條約體系管理。